# Zucchero, miele e peperoncino
Zucchero, miele e peperoncino (bra 3 X Mulher) é um filme italiano de 1980, do gênero comédia, dirigido por Sergio Martino.

## Sinopse
O filme conta três histórias que acabam num tribunal.
Na primeira, Valerio Milanese (Lino Banfi) é um homem que aproveita a ausência da mulher para se divertir. Infelizmente deixa o seu carro trancado com a chave e os documentos dentro, sendo preso ao tentar abri-lo. A confusão aumenta na esquadra de polícia, quando o comissário manda difundir a sua foto como sendo um perigoso delinquente. Para complicar mais a vida a Valerio, uma jornalista ambiciosa (Edwige Fenech) resolve fazer a reportagem da sua vida à custa do pretenso criminoso.
Na segunda história, um licenciado que não encontra emprego, acaba disfarçado de empregada doméstica numa casa onde vive um casal, cujo marido se ausenta muitas vezes. A mulher (Dagmar Lassander) acaba por ficar grávida, depois de onze anos de casamento sem filhos.
Na terceira história, um taxista vê-se envolvido no rapto de uma rapariga, pertencente a um clã siciliano.

## Elenco
- Lino Banfi: Valerio Milanese
- Edwige Fenech: Amalia Passalacqua
- Pippo Franco: Giuseppe Mazzarelli
- Dagmar Lassander: Mara Mencacci
- Glauco Onorato: Duilio Mencacci
- Renato Pozzetto: Plinio Carlozzi
- Enzo Robutti: Commissario Genovese
- Patrizia Garganese: Rosalia Mancuso